# Colchicum nanum
Colchicum nanum  (лат.) — вид однодольных растений рода Безвременник (Colchicum) семейства Безвременниковые (Colchicaceae). Впервые описан шведской учёной-ботаником Карин М. Перссон в 2007 году.

## Распространение
Известен с Корсики и Сардинии.

## Ботаническое описание
Клубневой геофит.
Клубнелуковица формой от яйцевидной до округлояйцевидной; верхняя часть оболочки светло-коричневая или коричневая.
Листьев три, от ланцетных до линейно-ланцетных, голые, тупоконечные, немного загнутые.
Цветки как правило одиночные, с желтовато-белым околоцветником.
Плод — почти эллипсоидная коробочка с шаровидными красновато-коричневыми семенами с крупными придатками желтовато-белого цвета.